# Elkton (Oregon)
Elkton – miasto w Stanach Zjednoczonych, w stanie Oregon, w hrabstwie Douglas.